# Myrmechixenus vaporariorum
Myrmechixenus vaporariorum är en skalbaggsart som beskrevs av Guérin-Méneville 1843. Myrmechixenus vaporariorum ingår i släktet Myrmechixenus och familjen svartbaggar. Arten är reproducerande i Sverige. Inga underarter finns listade i Catalogue of Life.